# Unione Sportiva Savoia 1908 2019-2020
Questa voce raccoglie le informazioni riguardanti l'Unione Sportiva Savoia 1908 nelle competizioni ufficiali della stagione 2019-2020.

## Stagione
La stagione 2019-2020 è la 97ª stagione sportiva del Savoia.

Il 13 luglio presso lo Sport Club Oplonti viene presentato il nuovo organigramma del club.

La presidenza del sodalizio viene assunta da Elena Annunziata, consorte del presidente onorario Alfonso Mazzamauro, mentre la panchina viene affidata a Carmine Parlato in seguito alle dimissioni di Salvatore Campilongo.
Il primo impegno ufficiale per il Savoia è la gara valida per il primo turno di Coppa Italia Serie D del 25 agosto con la Gelbison (2-0). L'esordio in campionato del 1º settembre vede il pareggio per 1-1 del Savoia, ad Avellino, in casa del neopromosso San Tommaso. I primi tre punti in campionato vengono conquistati nella seconda giornata con la vittoria interna per 3-2 sul Castrovillari. Il 29 settembre il Savoia trova la prima sconfitta stagionale, per 2-1 sul campo della Cittanovese. Il 9 ottobre il Savoia batte per 3-0 la Fidelis Andria, superando i trentaduesimi di finale di Coppa Italia. Il 23 ottobre, grazie alla vittoria in trasferta per 2-0 sul Portici, il Savoia approda agli ottavi di finale di Coppa Italia. Il 10 novembre il Savoia batte il Palermo, capolista e vincitore di dieci partite su altrettante disputate, per 1-0 a domicilio. Tre giorni dopo viene però sconfitto ai rigori dal Fasano nella gara valida per gli ottavi di finale di Coppa Italia, dopo che i novanta minuti si erano conlcusi a reti inviolate.
Il 22 dicembre, con la vittoria in rimonta per 4-2 sull'Acireale, si conclude il girone di andata del Savoia a meno tre punti dal Palermo capolista. Il 5 gennaio il Savoia vince la sua ottava partita consecutiva, eguagliando il record della squadra di Vincenzo Feola nella stagione 2013-2014. Il 23 febbraio, dopo 19 risultati utili di fila, il Savoia viene sconfitto per 1-0 in casa dell'FC Messina, nonostante una superiorità numerica di due uomini.
Il 20 maggio il consiglio federale decide per lo stop del campionato di Serie D, sospeso a partire dal 10 marzo a causa della pandemia di COVID-19.

## Divise e sponsor
Lo sponsor tecnico è Givova per il quarto anno consecutivo, mentre lo sponsor principale è Mazzamauro International di fatto legato alla proprietà dello stesso club.
La divisa primaria del Savoia presenta una livrea bianca, con contorni neri che partono dal girocollo e proseguono sulle spalle e fino intorno alle maniche. Lo stemma è situato esattamente al centro, sotto lo sponsor tecnico e sopra quello principale. Sui pantaloncini, completamente bianchi, sono stampati lo stemma sulla parte sinistra e lo sponsor tecnico su quella destra. La divisa away ha le stesse caratteristiche di quella home, ma con colori invertiti.
| Casa | Trasferta |

## Organigramma societario
Dal sito internet ufficiale della società.
Area direttiva
- Presidente: Elena Annunziata
- Presidente onorario: Alfonso Mazzamauro
- Vice presidente: Renato Mazzamauro
- Consigliere: Ciro Mazzamauro
- Direttore generale: Giovanni Rais
- Responsabile ufficio legale: Raffaele Ciccaglione

Area organizzativa
- Segretario generale: Luca Espinosa
- Tesoriere: Raffaele Guarino

Area comunicazione
- Responsabile / Addetto stampa: Francesca Flavio
- Graphic designer: Nunzio Iovene
- Operatore video: Pierpaolo Milone

Area marketing
- Responsabile: Marcello Laganà

Area sportiva
- Direttore sportivo: Marco Mignano
- Team manager: Luca Espinosa
- Responsabile settore giovanile: Fabio Visone
- Segretario settore giovanile: Alfredo Marchese

Area tecnica
- Allenatore: Carmine Parlato
- Allenatore in seconda: Raffaele Battisti
- Preparatore atletico: Raffaele Santoriello

Area sanitaria
- Medico sociale: Giovanni Porpora
- Massaggiatore: Andrea Vecchione
- Nutrizionista: Saverio Mascolo
- Fisioterapista: Emiliano Contrada
- Psicologa: Serena Del Grosso

## Rosa
Rosa tratta dal sito ufficiale e aggiornata al 14 gennaio 2020.
| N. |                      | Ruolo | Calciatore               |
| -- | -------------------- | ----- | ------------------------ |
|    | Italia (bandiera)    | P     | Claudio Casillo          |
| 1  | Italia (bandiera)    | P     | Gianluca Volzone         |
| 3  | Nigeria (bandiera)   | D     | Suleman Oyewale          |
| 4  | Italia (bandiera)    | C     | Francesco Giunta         |
| 6  | Italia (bandiera)    | D     | Ciro Poziello (capitano) |
| 7  | Italia (bandiera)    | A     | Giovanni Romano          |
| 8  | Argentina (bandiera) | C     | Gabriel Chironi          |
| 9  | Argentina (bandiera) | A     | Guido Abayián            |
| 10 | Italia (bandiera)    | A     | Federico Cerone          |
| 11 | Tunisia (bandiera)   | A     | Hassen Rekik             |
| 11 | Italia (bandiera)    | A     | Luca Orlando             |
| 16 | Italia (bandiera)    | C     | Tiziano Luciani          |
| 17 | Italia (bandiera)    | C     | Pasquale Liguoro         |
| 17 | Italia (bandiera)    | D     | Adriano Cavucci          |
| 17 | Italia (bandiera)    | D     | Giovanni Caiazzo         |
| 18 | Italia (bandiera)    | C     | Vincenzo Gatto           |
| 19 | Italia (bandiera)    | D     | Antonio Guastamacchia    |

| N. |                           | Ruolo | Calciatore          |
| -- | ------------------------- | ----- | ------------------- |
| 20 | Italia (bandiera)         | C     | Christian Mancini   |
| 21 | Nigeria (bandiera)        | C     | Wilfred Osuji       |
| 22 | Italia (bandiera)         | P     | Salvatore Prudente  |
| 23 | Italia (bandiera)         | D     | Matteo Dionisi      |
| 26 | Italia (bandiera)         | D     | Pierluigi Riccio    |
| 27 | Italia (bandiera)         | D     | Genny Rondinella    |
| 29 | Italia (bandiera)         | C     | Mattia Tascone      |
| 30 | Costa d'Avorio (bandiera) | D     | Drissa Toure        |
| 32 | Italia (bandiera)         | A     | Alessandro De Vena  |
| 33 | Italia (bandiera)         | C     | Vincenzo Bozzaotre  |
| 58 | Italia (bandiera)         | A     | Angelo Scalzone     |
| 72 | Italia (bandiera)         | A     | Luca Paudice        |
| 74 | Italia (bandiera)         | C     | Mattia Scognamiglio |
| 90 | Costa d'Avorio (bandiera) | A     | Adama Diakité       |
| 92 | Italia (bandiera)         | A     | Mirko Giacobbe      |
| 99 | Italia (bandiera)         | P     | Domenico Coppola    |
| 30 | Italia (bandiera)         | D     | Alessandro Laino    |

## Calciomercato

### Sessione estiva(dal 1º luglio al 13 settembre)
| Acquisti         | Acquisti               | Acquisti           | Acquisti      |
| R.               | Nome                   | da                 | Modalità      |
| ---------------- | ---------------------- | ------------------ | ------------- |
| P                | Domenico Coppola       | Torino             | definitivo    |
| P                | Salvatore Prudente     | Crema              | definitivo    |
| P                | Gianluca Volzone       | Benevento          | prestito      |
| D                | Adriano Cavucci        | Paganese           | prestito      |
| D                | Matteo Dionisi         | Avellino           | definitivo    |
| D                | Suleman Oyewale        | Torino             | prestito      |
| D                | Michele Peluso         | Benevento          | prestito      |
| C                | Francesco Giunta       | Sicula Leonzio     | definitivo    |
| C                | Tiziano Luciani        | Aprilia            | definitivo    |
| C                | Wilfred Osuji          | Reggio Audace      | definitivo    |
| C                | Mattia Tascone         | Gragnano           | definitivo    |
| A                | Guido Abayián          | Cittanovese        | definitivo    |
| A                | Federico Cerone        | Sangiustese        | definitivo    |
| A                | Mirko Giacobbe         | Campobasso         | definitivo    |
| A                | Luca Orlando           |                    | svincolato    |
| A                | Luca Paudice           | Potenza            | prestito      |
| A                | Giovanni Romano        | Casalnuovo         | definitivo    |
| A                | Angelo Scalzone        |                    | svincolato    |
| Altre operazioni |                        |                    |               |
| R.               | Nome                   | da                 | Modalità      |
| P                | Alessandro Buono       | Gragnano           | fine prestito |
| P                | Gerardo Franza         | Sarnese            | definitivo    |
| D                | Erik D'Angeli          | Forlì              | fine prestito |
| D                | Alessandro Laino       |                    | svincolato    |
| D                | Pierluigi Riccio       | Paganese           | definitivo    |
| C                | Pasquale Liguoro       | Entella            | definitivo    |
| C                | Christian Mancini      | Olimpia Casalnuovo | definitivo    |
| A                | Giuseppe Pio Del Prete | Frattese           | fine prestito |

| Cessioni         | Cessioni                   | Cessioni             | Cessioni                |
| R.               | Nome                       | a                    | Modalità                |
| ---------------- | -------------------------- | -------------------- | ----------------------- |
| P                | Alberto Savini             | Torino               | fine prestito           |
| D                | Davide Cacace              | Sorrento             | definitivo              |
| D                | Vincenzo Imbriola          |                      | svincolato              |
| D                | Giovanni Esposito          | Latina               | prestito                |
| D                | Ruben Nives                | Lecce                | fine prestito           |
| C                | Francesco Alvino           | Giugliano            | definitivo              |
| C                | Giuseppe Ausiello          | Afragolese           | definitivo              |
| C                | Stefano Costantino         | Anconitana           | definitivo              |
| C                | Salvatore D'Ancora         | Brindisi             | definitivo              |
| C                | Roberto Franzese           |                      | svincolato              |
| C                | Pasquale Liguoro           | Mariglianese         | prestito                |
| C                | Gaetano Maranzino          | SPAL                 | fine prestito           |
| A                | John-Christophe Ayina      |                      | svincolato              |
| A                | Antonio Del Sorbo          | Gladiator            | definitivo              |
| A                | Mirko Giacobbe             |                      | rescissione consensuale |
| A                | Federico Ortiz López       | Fortis Altamura      | definitivo              |
| A                | Hassen Rekik               | Gladiator            | prestito                |
| A                | Gianmarco Tedesco          | San Tommaso          | definitivo              |
| Altre operazioni |                            |                      |                         |
| R.               | Nome                       | a                    | Modalità                |
| P                | Alessandro Buono           | Locri                | prestito                |
| P                | Francesco Giuseppe Restina | Angri                | prestito                |
| P                | Cesare Scolavino           |                      | svincolato              |
| D                | Erik D'Angeli              | Forlì                | gratuito                |
| D                | Antonio Marino             | Paganese             | fine prestito           |
| C                | Pasquale Liguoro           | Entella              | fine prestito           |
| C                | Pasquale Messina           | Nocerina             | definitivo              |
| A                | Giuseppe Pio Del Prete     | Comprensorio Vairano | prestito                |

### Sessione invernale(dal 1º al 17 dicembre)
| Acquisti         | Acquisti            | Acquisti      | Acquisti   |
| R.               | Nome                | da            | Modalità   |
| ---------------- | ------------------- | ------------- | ---------- |
| D                | Drissa Toure        |               | svincolato |
| C                | Gabriel Chironi     | Castrovillari | definitivo |
| A                | Alessandro De Vena  | Giugliano     | definitivo |
| Altre operazioni |                     |               |            |
| R.               | Nome                | da            | Modalità   |
| P                | Claudio Casillo     | Juve Stabia   | prestito   |
| D                | Mattia Scognamiglio |               | svincolato |
| C                | Vincenzo Bozzaotre  | Sorrento      | definitivo |
| C                | Giovanni Caiazzo    | Cosenza       | prestito   |

| Cessioni | Cessioni         | Cessioni       | Cessioni      |
| R.       | Nome             | a              | Modalità      |
| -------- | ---------------- | -------------- | ------------- |
| P        | Gianluca Volzone | Fidelis Andria | definitivo    |
| D        | Adriano Cavucci  | Paganese       | fine prestito |
| C        | Francesco Giunta | Grosseto       | definitivo    |
| A        | Guido Abayián    |                | svincolato    |

## Risultati

### Serie D

#### Girone di andata
| Arbitro: | Vogliacco (Bari) |

|              |           |            |
| Branicki 28’ | Marcatori | 53’ Cerone |

| Arbitro: | Andreano (Prato) |

|                                              |           |                             |
| Rondinella 26’ Diakité 61’ (rig.) Romano 85’ | Marcatori | 3’ Puntoriere 77’ Gagliardi |

| Arbitro: | Lingamoorthy (Genova) |

|                                  |           |                 |
| Mistretta 71’ (rig.) Mancuso 76’ | Marcatori | 58’, 73’ Cerone |

| Arbitro: | Sicurello (Seregno) |

|            |           |  |
| Cerone 78’ | Marcatori |  |

| Arbitro: | Vingo (Pisa) |

|                           |           |            |
| Garcia 75’ Tripicchio 81’ | Marcatori | 47’ Cerone |

| Arbitro: | Bracaccini (Macerata) |

|                           |           |              |
| Scalzone 41’ Cerone 90+3’ | Marcatori | 87’ Pascuzzi |

| Arbitro: | Rinaldi (Bassano del Grappa) |

|  |           |                         |
|  | Marcatori | 31’ Cerone 51’ Scalzone |

| Arbitro: | Lovison (Padova) |

|              |           |           |
| Scalzone 36’ | Marcatori | 17’ Bevis |

| Corigliano-Rossano 27 ottobre 2019, ore 14:30 CET 9ª giornata | Corigliano          | 0 – 0 referto | Savoia | Stadio Città di Corigliano (600 spett.)\| Arbitro: \| Campobasso (Formia) \| |
| Arbitro:                                                      | Campobasso (Formia) |               |        |                                                                              |

| Torre Annunziata 3 novembre 2019, ore 14:30 CET 10ª giornata | Savoia            | 0 – 0 referto | Biancavilla | Stadio Alfredo Giraud (500 spett.)\| Arbitro: \| Turrini (Firenze) \| |
| Arbitro:                                                     | Turrini (Firenze) |               |             |                                                                       |

| Arbitro: | Calzavara (Varese) |

|  |           |             |
|  | Marcatori | 76’ Diakité |

| Arbitro: | Vergaro (Bari) |

|                         |           |  |
| Tascone 42’ Diakité 52’ | Marcatori |  |

| Arbitro: | De Angeli (Milano) |

|                |           |  |
| Rondinella 12’ | Marcatori |  |

| Arbitro: | Tesi (Lucca) |

|  |           |                         |
|  | Marcatori | 6’ Osuji 90+3’ Scalzone |

| Arbitro: | Lipizer (Verona) |

|                                |           |              |
| Cerone 34’ (rig.) Scalzone 90’ | Marcatori | 79’ Crucitti |

| Arbitro: | Taricone (Perugia) |

|  |           |                |
|  | Marcatori | 90+2’ Scalzone |

| Arbitro: | Ubaldi (Roma1) |

|                                                      |           |                   |
| Rondinella 45’ Orlando 52’ Poziello 86’ Scalzone 89’ | Marcatori | 13’, 28’ Ott Vale |

#### Girone di ritorno
| Arbitro: | Borriello (Arezzo) |

|                                |           |  |
| Poziello 32’ Guastamacchia 71’ | Marcatori |  |

| Arbitro: | Bracaccini (Macerata) |

|                         |           |             |
| Guarracino 90+6’ (rig.) | Marcatori | 28’ Tascone |

| Torre Annunziata 19 gennaio 2020, ore 14:30 CET 20ª giornata | Savoia              | 0 – 0 referto | Marina di Ragusa | Stadio Alfredo Giraud (800 spett.)\| Arbitro: \| Milone (Taurianova) \| |
| Arbitro:                                                     | Milone (Taurianova) |               |                  |                                                                         |

| Arbitro: | Crezzini (Siena) |

|  |           |                       |
|  | Marcatori | 30’ Osuji 80’ Chironi |

| Arbitro: | Ancora (Roma1) |

|                                         |           |  |
| Scalzone 55’ Rondinella 64’ Chironi 69’ | Marcatori |  |

| Roccella Ionica 9 febbraio 2020, ore 14:30 CET 23ª giornata | Roccella                     | 0 – 0 referto | Savoia | Stadio Ninetto Muscolo (600 spett.)\| Arbitro: \| Rinaldi (Bassano del Grappa) \| |
| Arbitro:                                                    | Rinaldi (Bassano del Grappa) |               |        |                                                                                   |

| Arbitro: | Ubaldi (Roma1) |

|                                              |           |  |
| De Vena 32’ Gatto 58’ Scalzone 77’ Osuji 84’ | Marcatori |  |

| Arbitro: | Calzavara (Varese) |

|                    |           |  |
| Dambros 86’ (rig.) | Marcatori |  |

| Arbitro: | Lovison (Padova) |

|                                      |           |            |
| Tascone 42’ De Vena 56’ Romano 90+2’ | Marcatori | 10’ Schena |

| Biancavilla 8 marzo 2020, ore 14:30 CET 27ª giornata | Biancavilla | – Cancellata referto | Savoia | Stadio Orazio Raiti |

| Torre Annunziata 22 marzo 2020, ore 14:30 CET 28ª giornata | Savoia | – Cancellata referto | Palermo | Stadio Alfredo Giraud |

| Nola 29 marzo 2020, ore 15:00 CEST 29ª giornata | Nola | – Cancellata referto | Savoia | Stadio Sporting Club |

| Giugliano in Campania 5 aprile 2020, ore 15:00 CEST 30ª giornata | Giugliano | – Cancellata referto | Savoia | Stadio Alberto De Cristofaro |

| Torre Annunziata 9 aprile 2020, ore 15:00 CEST 31ª giornata | Savoia | – Cancellata referto | Palmese | Stadio Alfredo Giraud |

| Messina 19 aprile 2020, ore 15:30 CEST 32ª giornata | Messina | – Cancellata referto | Savoia | Stadio San Filippo-Franco Scoglio |

| Torre Annunziata 26 aprile 2020, ore 15:00 CEST 33ª giornata | Savoia | – Cancellata referto | Troina | Stadio Alfredo Giraud |

| Acireale 3 maggio 2020, ore 15:00 CEST 34ª giornata | Acireale | – Cancellata referto | Savoia | Stadio Tupparello |

### Coppa Italia

#### Turni eliminatori
| Arbitro: | Angiolari (Ostia Lido) |

|                             |           |  |
| Cerone 22’ (rig.) Gatto 63’ | Marcatori |  |

#### Fase finale
| Arbitro: | Angiolari (Ostia Lido) |

|                                    |           |  |
| Gatto 23’ Cerone 76’ (rig.), 90+2’ | Marcatori |  |

| Arbitro: | Grasso (Ariano Irpino) |

|  |           |                         |
|  | Marcatori | 76’ Romano 87’ Scalzone |

| Arbitro: | Ubaldi (Roma1) |

|                                                 |                      |                                              |
| Poziello Scalzone Diakité Giunta Cerone Dionisi | Tiri di rigore 3 – 4 | Forbes Díaz Tiratelli Corvino Ganci González |

## Statistiche

### Statistiche di squadra
| Competizione         | Punti | In casa | In casa | In casa | In casa | In casa | In casa | In trasferta | In trasferta | In trasferta | In trasferta | In trasferta | In trasferta | Totale | Totale | Totale | Totale | Totale | Totale | DR  |
| Competizione         | Punti | G       | V       | N       | P       | Gf      | Gs      | G            | V            | N            | P            | Gf           | Gs           | G      | V      | N      | P      | Gf     | Gs     | DR  |
| -------------------- | ----- | ------- | ------- | ------- | ------- | ------- | ------- | ------------ | ------------ | ------------ | ------------ | ------------ | ------------ | ------ | ------ | ------ | ------ | ------ | ------ | --- |
| Serie D              | 56    | 14      | 11      | 3       | 0       | 28      | 8       | 12           | 5            | 5            | 2            | 13           | 7            | 26     | 16     | 8      | 2      | 40     | 15     | +25 |
| Coppa Italia Serie D | -     | 3       | 2       | 10      | 0       | 5       | 0       | 1            | 1            | 0            | 0            | 2            | 0            | 4      | 3      | 1      | 0      | 7      | 0      | +7  |
| Totale               | 56    | 17      | 13      | 4       | 0       | 32      | 8       | 13           | 6            | 5            | 2            | 15           | 7            | 30     | 19     | 9      | 2      | 47     | 15     | +32 |

### Andamento in campionato
| Giornata  | 1  | 2 | 3 | 4 | 5 | 6 | 7 | 8 | 9 | 10 | 11 | 12 | 13 | 14 | 15 | 16 | 17 | 18 | 19 | 20 | 21 | 22 | 23 | 24 | 25 | 26 | 27 | 28 | 29 | 30 | 31 | 32 | 33 | 34 |
| --------- | -- | - | - | - | - | - | - | - | - | -- | -- | -- | -- | -- | -- | -- | -- | -- | -- | -- | -- | -- | -- | -- | -- | -- | -- | -- | -- | -- | -- | -- | -- | -- |
| Luogo     | T  | C | T | C | T | C | T | C | T | C  | T  | C  | C  | T  | C  | T  | C  | C  | T  | C  | T  | C  | T  | C  | T  | C  | -  | -  | -  | -  | -  | -  | -  | -  |
| Risultato | N  | V | N | V | P | V | V | N | N | N  | V  | V  | V  | V  | V  | V  | V  | V  | N  | N  | V  | V  | N  | V  | P  | V  | -  | -  | -  | -  | -  | -  | -  | -  |
| Posizione | 12 | 6 | 7 | 4 | 8 | 6 | 4 | 4 | 5 | 5  | 5  | 2  | 2  | 2  | 2  | 2  | 2  | 2  | 2  | 2  | 2  | 2  | 2  | 2  | 2  | 2  | -  | -  | -  | -  | -  | -  | -  | -  |

Legenda:

Luogo: C = Casa; T = Trasferta. Risultato: R = Rinviata; V = Vittoria; N = Pareggio; P = Sconfitta.

### Statistiche dei giocatori
Sono in corsivo i calciatori che hanno lasciato la società a stagione in corso.
| Giocatore        | Serie D  | Serie D | Serie D     | Serie D    | Coppa Italia | Coppa Italia | Coppa Italia | Coppa Italia | Totale   | Totale | Totale      | Totale     |
| Giocatore        | Presenze | Reti    | Ammonizioni | Espulsioni | Presenze     | Reti         | Ammonizioni  | Espulsioni   | Presenze | Reti   | Ammonizioni | Espulsioni |
| ---------------- | -------- | ------- | ----------- | ---------- | ------------ | ------------ | ------------ | ------------ | -------- | ------ | ----------- | ---------- |
| G. Abayián       | 2        | 0       | 0           | 0          | 0            | 0            | 0            | 0            | 2        | 0      | 0           | 0          |
| V. Bozzaotre     | 8        | 0       | 0           | 0          | -            | -            | -            | -            | 8        | 0      | 0           | 0          |
| G. Caiazzo       | 2        | 0       | 1           | 0          | -            | -            | -            | -            | 2        | 0      | 1           | 0          |
| C. Casillo       | -        | -       | -           | -          | -            | -            | -            | -            | -        | -      | -           | -          |
| A. Cavucci       | 5        | 0       | 0           | 0          | 1            | 0            | 0            | 0            | 6        | 0      | 0           | 0          |
| F. Cerone        | 21       | 8       | 7           | 0          | 4            | 3            | 0            | 0            | 25       | 11     | 7           | 0          |
| G. Chironi       | 8        | 2       | 3           | 0          | -            | -            | -            | -            | 8        | 2      | 3           | 0          |
| D. Coppola       | 14       | -8      | 1           | 0          | 1            | -0           | 0            | 0            | 15       | -8     | 1           | 0          |
| A. De Vena       | 7        | 2       | 0           | 0          | -            | -            | -            | -            | 7        | 2      | 0           | 0          |
| A. Diakité       | 22       | 3       | 1           | 0          | 2            | 0            | 0            | 0            | 24       | 3      | 1           | 0          |
| M. Dionisi       | 24       | 0       | 9           | 0          | 4            | 0            | 1            | 0            | 28       | 0      | 10          | 0          |
| G. Franza        | 0        | -0      | 0           | 0          | 0            | -0           | 0            | 0            | 0        | -0     | 0           | 0          |
| V. Gatto         | 25       | 1       | 6           | 0          | 4            | 2            | 1            | 0            | 29       | 3      | 7           | 0          |
| M. Giacobbe      | 8        | 0       | 1           | 0          | 2            | 0            | 0            | 0            | 10       | 0      | 1           | 0          |
| F. Giunta        | 10       | 0       | 1           | 0          | 3            | 0            | 0            | 0            | 13       | 0      | 1           | 0          |
| A. Guastamacchia | 21       | 1       | 2           | 1          | 3            | 0            | 1            | 0            | 24       | 1      | 3           | 1          |
| A. Laino         | 0        | 0       | 0           | 0          | 0            | 0            | 0            | 0            | 0        | 0      | 0           | 0          |
| P. Liguoro       | 0        | 0       | 0           | 0          | 1            | 0            | 0            | 0            | 1        | 0      | 0           | 0          |
| T. Luciani       | 8        | 0       | 1           | 0          | 1            | 0            | 0            | 0            | 9        | 0      | 1           | 0          |
| C. Mancini       | 4        | 0       | 0           | 0          | 1            | 0            | 0            | 0            | 5        | 0      | 0           | 0          |
| L. Orlando       | 16       | 1       | 2           | 0          | 1            | 0            | 0            | 0            | 17       | 1      | 2           | 0          |
| W. Osuji         | 23       | 3       | 1           | 0          | 3            | 0            | 0            | 0            | 26       | 3      | 1           | 0          |
| S. Oyewale       | 20       | 0       | 3           | 2          | 4            | 0            | 0            | 0            | 24       | 0      | 3           | 2          |
| L. Paudice       | 7        | 0       | 0           | 0          | 2            | 0            | 0            | 0            | 9        | 0      | 0           | 0          |
| M. Peluso        | 0        | 0       | 0           | 0          | 0            | 0            | 0            | 0            | 0        | 0      | 0           | 0          |
| C. Poziello      | 26       | 2       | 5           | 0          | 4            | 0            | 2            | 0            | 30       | 2      | 7           | 0          |
| S. Prudente      | 9        | -2      | 0           | 0          | 2            | -0           | 0            | 0            | 11       | -2     | 0           | 0          |
| H. Rekik         | 1        | 0       | 0           | 0          | 1            | 0            | 0            | 0            | 2        | 0      | 0           | 0          |
| P. Riccio        | 9        | 0       | 2           | 0          | 3            | 0            | 0            | 0            | 12       | 0      | 2           | 0          |
| G. Romano        | 15       | 2       | 2           | 0          | 1            | 1            | 0            | 0            | 16       | 3      | 2           | 0          |
| G. Rondinella    | 21       | 3       | 4           | 1          | 3            | 0            | 1            | 0            | 24       | 3      | 5           | 1          |
| A. Scalzone      | 18       | 9       | 4           | 0          | 2            | 1            | 0            | 0            | 20       | 10     | 4           | 0          |
| M. Scognamiglio  | 3        | 0       | 0           | 0          | -            | -            | -            | -            | 3        | 0      | 0           | 0          |
| M. Tascone       | 23       | 3       | 10          | 0          | 4            | 0            | 0            | 0            | 27       | 3      | 10          | 0          |
| D. Toure         | 1        | 0       | 0           | 0          | -            | -            | -            | -            | 1        | 0      | 0           | 0          |
| G. Volzone       | 3        | -5      | 0           | 0          | 2            | -0           | 0            | 0            | 5        | -5     | 0           | 0          |